# Boeing B-50 Superfortress

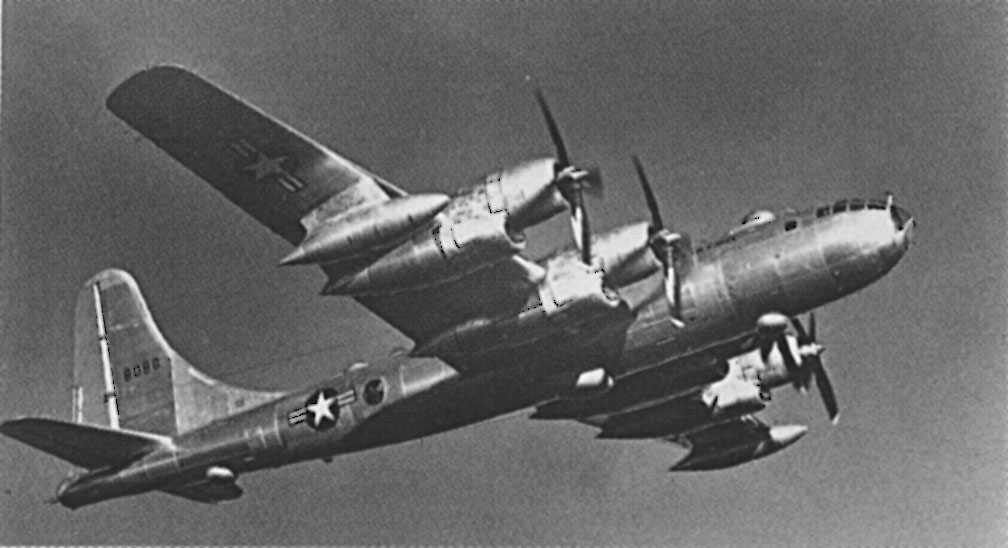
B-50D-90-BO 48-086 riconoscibile rispetto alla versione A per le differenti gondole motori

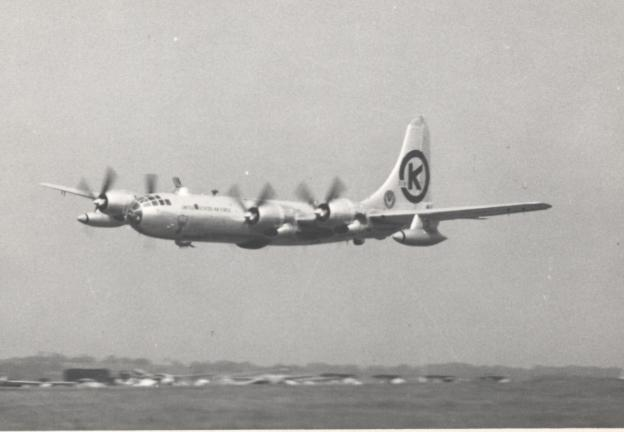
Boeing B-50D della 15th Air Force impiegato in Inghilterra nel maggio 1953

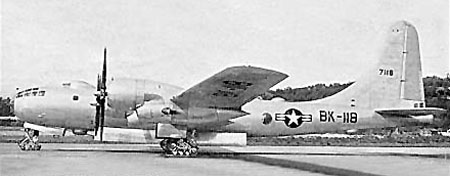
EB-50B con carrello d'atterraggio biciclo

Il Boeing B-50 Superfortress era un bombardiere strategico quadrimotore, statunitense, sviluppato dopo la seconda guerra mondiale come evoluzione del Boeing B-29 Superfortress, il cui progetto fu modificato sostituendo i motori con i più potenti radiali Pratt & Whitney R-4360, una struttura rinforzata, timone di coda più alto e altri miglioramenti. Fu l'ultimo bombardiere con motore a pistoni progettato dalla Boeing per l'United States Air Force con la quale rimase in servizio per quasi venti anni.

## Storia del progetto
Lo sviluppo di una versione migliorata del B-29 iniziò nel 1944 con lo scopo di sostituire gli inaffidabili motori Wright R-3350 con i più potenti radiali Pratt & Whitney R-4360 Wasp-Major da 28 cilindri su quattro file. Un B-29A-5-BN (serial number 42-93845) fu modificato dalla Pratt & Whitney come banco prova per l'installazione degli R-4360 nel B-29, con 4 motori da 3 000 CV (2 240 kW) R-4630-33 utilizzati per rimpiazzare i quattro R-3350 da 2 200 CV (1 640 kW). Il velivolo modificato, denominato XB-44 Superfortress, effettuò il primo volo nel maggio 1945. Il previsto B-29D, equipaggiato con i motori Wasp-Major più potenti, avrebbe dovuto incorporare ulteriori importanti modifiche oltre quelle motoristiche provate con il B-44. Tra queste, l'uso di una nuova lega di alluminio la 75-S, al posto della 24ST utilizzata in precedenza. La nuova lega avrebbe consentito la costruzione di ali più resistenti e nello stesso tempo leggere. Il carrello d'atterraggio sarebbe stato rinforzato per supportare pesi fino a 40 000 libbre (18 200 Kg) maggiori rispetto al B-29. Era previsto anche un timone verticale maggiore, ripiegabile per consentire l'accesso negli hangar esistenti e flap maggiorati necessari per il maggior peso complessivo dell'aeromobile. L'armamento era simile a quello del B-29, costituito da due vani bombe in grado di trasportare un totale di 20 000 libbre (9 100 kg) di bombe più ulteriori 8 000 libbre (3 600 kg) caricate esternamente. L'armamento difensivo consisteva in 13 mitragliatrici calibro .50, 12 mitragliatrici e un cannoncino calibro 20 mm in cinque torrette.
Venne emesso un ordine per 200 B-29D nel giugno 1945, ma la fine della seconda guerra mondiale nell'agosto 1945 portò alla cancellazione di massa di tutti gli ordini per forniture militari, compreso l'ordine per 5000 B-29 cancellato nel settembre 1945. Nel dicembre dello stesso anno, l'ordine per i B-29D fu tagliato da 200 a 60 esemplari e nello stesso tempo la denominazione del velivolo mutò in B-50.

## Impiego operativo
La Boeing costruì 370 B-50 suddivisi tra vari modelli e varianti nel periodo tra il 1947 e il 1953, con le versioni aerocisterna e ricognitore meteorologico che rimasero in servizio fino al 1965.
I primi B-50A furono consegnati nel giugno 1948 al 43d Bombardment Wing dello Strategic Air Command, di base presso Davis-Monthan AFB in Arizona. I B-50A vennero consegnati anche al 2d Bombardment Wing con base Chatham AFB in Georgia, mentre il 93d Bombardment Wing di Castle AFB in California e il 509th Bombardment Wing di Walker AFB nel Nuovo Messico furono equipaggiati con i B-50Ds successivamente nel 1949. Il quinto e ultimo stormo del SAC a ricevere i B-50D fu il 97th Bombardment Wing con base la Biggs AFB, in Texas nel dicembre 1950. La missione assegnata a questi stormi da bombardamento prevedeva la capacità di sganciare bombe atomiche su bersagli nemici, ricevendo ordini direttamente dal Presidente degli Stati Uniti.
Il 301st Bombardment Wing della MacDill AFB in Florida ricevette alcuni B-50A riassegnati da Davis-Monthan all'inizio del 1951, ma li impiegò solo per addestramento, nell'attesa di ricevere i B-47A Stratojet nel giugno 1951. Era infatti pianificato che il B-50 sarebbe stato l'unico bombardiere strategico ad interim in attesa della introduzione del B-47 Stratojet. I ritardi però di quest'ultimo modello, obbligarono i B-50 a prolungare la permanenza in servizio nel SAC per tutti gli anni cinquanta.
Nel 1949 venne sviluppata una versione da ricognizione strategica del B-50B, la RB-50, nata per sostituire i vecchi RB-29 utilizzati dal SAC nelle operazioni di intelligence contro l'allora Unione Sovietica. Vi furono tre diverse configurazioni prodotte, che furono in seguito ridesignate RB-50E, RB-50F e RG-50G. L'RB-50E era specializzato nella ricognizione fotografica e nelle missioni di osservazione; L'RB-50F assomigliava all'RB-50E, ma imbarcava il sistema radar di navigazione SHORAN progettato per condurre campagne di misure cartografiche e geodetiche, mentre l'RB-50G era specializzato nella ricognizione elettronica. Questi aerei erano principalmente in servizio con il 55th Strategic Reconnaissance Wing. RB-50E furono anche utilizzati dal 91st Strategic Reconnaissance Wing come rimpiazzi degli RB-29 da ricognizione fotografica sulla Corea del Nord nel corso della Guerra di Corea.
I vasti confini a nord della Unione Sovietica erano completamente non presidiati in molte parti agli inizi della guerra fredda, esistendo poca copertura radar e comunque poche capacità di individuazione dei bersagli. Gli RB-50 del 55th SRW volarono molte missioni lungo questi confini e talvolta, quando necessario, anche all'interno dello spazio aereo sovietico. All'inizio vi fu scarsa opposizione a causa della insufficiente copertura radar e comunque, anche in caso di scoperta dell'intrusione, gli aerei da caccia sovietici dell'epoca, tecnologicamente fermi alla seconda guerra mondiale, non erano in grado di intercettare gli RB-50 alle alte quote dove operavano.
L'entrata in servizio degli intercettori MiG-15 nei primi anni cinquanta rese le operazioni di sconfinamento eccessivamente pericolose e vi furono alcuni Superfortess abbattuti con i relitti esaminati dagli esperti di spionaggio sovietico. Le missioni di RB-50 sul territorio dell'Unione Sovietica terminarono nel 1954, quando l'aereo venne rimpiazzato dall'RB-47 Stratojet in grado di volare ad altitudini ancora maggiori e con velocità quasi supersoniche.
Il B-47 Stratojet fu prodotto in grande numero a partire dal 1953 e finì per rimpiazzare i B-50D del SAC in servizio con l'ultimo Superfortess ritirato nel 1955. Finito l'impiego con il SAC, un gran numero di velivoli fu modificato e trasformato in aerocisterne assumendo la denominazione KB-50, oppure vennero convertiti come aerei per ricognizione meteorologica assumendo il nome WB-50 e passati in carico all'Air Weather Service. I KB-50, con la loro motorizzazione superiore rispetto a quella dei KB-29 in uso al Tactical Air Command, si rivelarono più adatti al compito di rifornire i caccia tattici con motore a getto, quali l'F-100 Super Sabre. KB-50 e in seguito KB-50J con motori a getto J-47, furono usati dal TAC e anche dall'USAFE e dalla PACAF nel ruolo di rifornitori. Alcuni vennero dislocati in Thailandia ed effettuarono missioni di rifornimento in volo nei cieli dell'Indocina nei primi anni della guerra del Vietnam, fino a che non vennero ritirati dal servizio nel marzo 1965 a causa della scoperta di fenomeni di fatica del metallo e corrosione individuati durante le indagini sul KB-50J, 48-065, precipitato il 14 ottobre 1964.
Oltre alla conversione in aerocisterna, vi fu quella per venire incontro alle esigenze dell'Air Weather Service che nel 1955 aveva in pratica esaurito le capacità di continuare a volare della propria flotta di WB-29 impiegati per la caccia agli uragani e altre missioni di ricognizione meteorologica. 36 B-50D del SAC vennero privati dell'armamento ed equipaggiati con radar meteorologici a lungo raggio e rinominati WB-50. Questi velivoli potevano volare più in alto e più veloci dei precedenti WB-29 ed ebbero un ruolo importante nella crisi dei missili di Cuba, quando mantennero sotto controllo la situazione meteorologica intorno a Cuba in modo da poter pianificare le missioni di ricognizione fotografica. Sebbene le missioni per gli studi meteorologici sono considerate come missioni in tempo di pace, la pericolosa caccia agli uragani pagò comunque un alto tributo di vittime, con 66 aviatori scomparsi a causa di 13 incidenti che coinvolsero i WB-50 nel corso della loro carriera di 10 anni. Anche per questi aerei, venne decretato il ritiro dal servizio nel 1965 dopo gli esiti dell'indagine sul KB-50J che portarono alla scoperta dei fenomeni di cedimento strutturale e corrosione sulle cellule.
Nessun B-50 rimane oggi in condizioni di volo, sebbene alcuni esemplari siano conservati in musei in mostra statica.

## Versioni

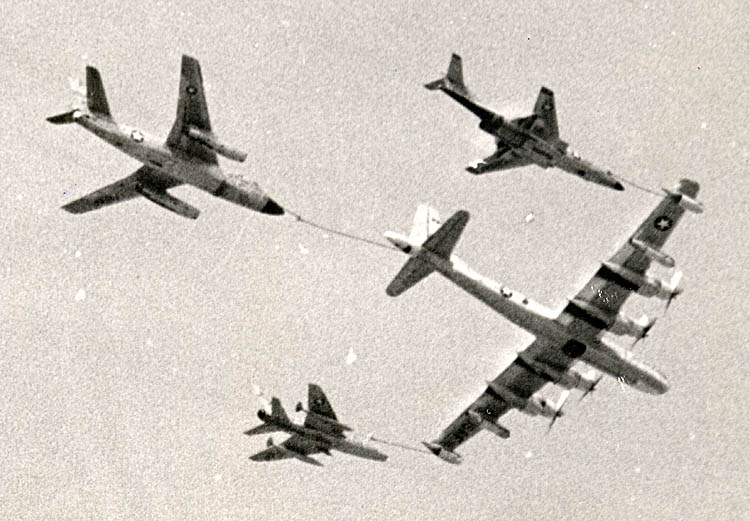
KB-50 rifornisce in volo un B-66 in posizione centrale, un F-100 a sinistra e un F-101 a destra.

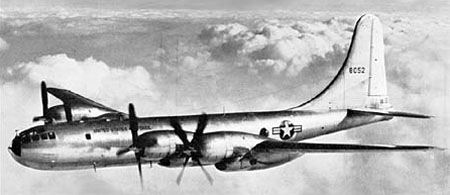
Un Boeing TB-50D

- XB-44: Un B-29A fu consegnato alla Pratt & Whitney per essere usato come banco prova per l'installazione dei nuovi motori Wasp Major da 28 cilindri con il B-29.[3]
- B-29D: Bombardiere equipaggiato con i motori Wasp Major, struttura rinforzata e coda più alta. Ridesignato B-50A nel dicembre 1945.[1]
- B-50A: Prima versione avviata alla produzione del B-50. I motori erano quattro R-4360-35 Wasp Major e il peso massimo al decollo era 76 550 kg. 79 esemplari costruiti.[17]
  - TB-50A: Conversione di 11 B-50A per l'addestramento degli equipaggi dei B-36.[18]
- B-50B: Versione potenziata con aumento del peso massimo al decollo (77 290 kg)) e nuovi serbatoi alleggeriti. 45 esemplari costruiti.[19]
  - EB-50B Singolo B-50B modificato come banco prova per carrello d'atterraggio biciclo. In seguito utilizzato per provare il carrello di tipo caterpillar track".[18][20]
  - RB-50B Conversione del B-50B in aereo da ricognizione strategica, con un vano nel retro della fusoliera nella quale erano installate nove fotocamere suddivise in quattro postazioni, strumenti meteorologici e membri di equipaggio supplementari. Poteva utilizzare due serbatoi sganciabili da 700 galloni (2 840 L) sotto le ali. 44 esemplari convertita da B-50B.[21][22]
- YB-50C: Prototipo del bombardiere B-54 con motori R-4360 modificati con l'aggiunta di un turbocompressore denominato Variable Discharge Turbine (VDT), fusoliera maggiorata e ali rinforzate. Venne avviata la realizzazione di un prototipo, ma il progetto fu cancellato prima che venisse ultimato.[23]
- B-50D: Versione definitiva da bombardamento del B-50 con il più alto peso al decollo massimo (78 600 kg)). Equipaggiata con sonda per il rifornimento in volo e predisposizione per serbatoi supplementari sotto le ali. Il naso in precedenza dotato di 7 finestre, venne rimpiazzato con uno con una singola vetratura in materiale plastico e una finestra dedicata al puntatore. 222 esemplari costruiti.[24][25]
  - DB-50D: Singolo B-50D convertito come aereo controllo di droni, derivato dal B-50D impiegato per le prove del missile GAM-63 RASCAL.[25][26]
  - KB-50D: Conversione di due B-50D come aerocisterne con tre punti di rifornimento con sonde di tipo canestro. Questi velivoli furono usati come base per la successiva conversione in KB-50J e KB-50K.[27][28]
  - TB-50D: conversione dei primi B-50D privi di sonda per il rifornimento in volo in addestratori disarmati per gli equipaggi. 11 aerei convertiti a questo standard.[28][29]
  - WB-50D: conversione di un B-50D in soprannumero come aereo per la ricognizione meteorologica, utilizzato per rimpiazzare la flotta di usurati WB-29. Equipaggiato con radar doppler, sistemi per l'analisi dell'atmosfera e altre attrezzature specifiche, più combustibile supplementare nel vano bombe. Alcuni velivoli vennero utilizzati per condurre missioni altamente segrete mirate all'analisi dell'atmosfera tra il 1953 e il 1955 con lo scopo di individuare gli esperimenti con le armi nucleari condotti dai sovietici.[30][31][32]
- RB-50E: 14 RB-50B convertiti nello stabilimento di Wichita come ricognitori fotografici specializzati.[33][34]
- RB-50F: Conversione di 14 RB-50B come aerei per rilievi cartografici e equipaggiati con il radar di navigazione SHORAN.[35][36]
- RB-50G: Conversione dell'RB-50B in velivolo per la ricognizione elettronica. Imbarcava il radar Shoran per la navigazione e sei stazioni elettroniche con un equipaggio di 16 uomini. 15 velivoli convertiti.[31][36]
- TB-50H: Addestratore disarmato utilizzato per l'addestramento degli equipaggi di B-47. 24 esemplari completati e ultimi B-50 ad essere costruiti. In seguito tutti riconvertiti in aerocisterne KB-50K.[37]
- KB-50J--Conversione in aerocisterna con prestazioni migliorate, grazie a due turbogetti General Electric J47 supplementari aggiunti nella zona esterna delle ali. 112 esemplari convertiti.
- KB-50K--conversione in aerocisterna degli addestratori TB-50H. 24 velivoli convertiti.
- B-54A-- version proposta dell'YB-50C.
- RB-54A--versione dell'YB-50C proposta come ricognitore